# 兵庫県道714号大屋関宮線
兵庫県道714号大屋関宮線（ひょうごけんどう714ごう おおやせきのみやせん）は、兵庫県養父市を通る一般県道である。

## 概要
養父市大屋町加保から養父市関宮に至る。
養父市のうち、大屋町と旧関宮町の市街を直接連絡する役割を果たすが、峠越えのため急勾配が多く、さらに冬期間は除雪作業が行われないため通行不能となる。

### 路線データ
- 起点：養父市大屋町加保（兵庫県道6号養父宍粟線交点、兵庫県道48号大屋波賀線起点）
- 終点：養父市関宮（関宮地域局前交差点、国道9号交点）
- 総延長 10.732 km

### 重用区間
- 兵庫県道48号大屋波賀線（養父市大屋町加保）

## 地理

### 通過する自治体
- 養父市

### 交差する道路
| 交差する道路                                              | 交差する場所 | 交差する場所              |
| --------------------------------------------------------- | ------------ | ------------------------- |
| 兵庫県道6号養父宍粟線 兵庫県道48号大屋波賀線 重複区間起点 | 大屋町加保   | 起点                      |
| 兵庫県道48号大屋波賀線 重複区間終点                       | 大屋町加保   |                           |
| 国道9号                                                   | 関宮         | 関宮地域局前交差点 / 終点 |

### 沿線
- 養父市立大屋中学校
- ミズバショウ公園
- 南但馬警察署 関宮駐在所